# Vinemina
Vinemina là một chi bướm đêm thuộc họ Geometridae.